# Agato
Agato – patriarcha Koptyjskiego Kościoła Ortodoksyjnego  od 661 do 677.